# セント・ジェームズ教区 (ジャマイカ)
セント・ジェームズ教区（セント・ジェームズきょうく、英語: Saint James Parish）は、ジャマイカの島の北西端に位置する教区。もともとスペイン人にマンテカと呼ばれていたモンテゴ・ベイは、1981年にキングストンに続いて、ジャマイカで二番目の「市」となった。ジャマイカの7人の国民的英雄の一人であるサミュエル・シャープ(1833年没)の出生地である。

## 経済
主な産業は、観光、農業、製造業

## 隣接行政区画
- トレローニー教区
- セント・エリザベス教区
- ウェストモアランド教区
- ハノーバー教区